# Epiphragma howense
Epiphragma howense là một loài ruồi trong họ Limoniidae. Chúng phân bố ở miền Australasia.